# Nebregovo
Nebregovo (makedonska: Небрегово) är en ort i Nordmakedonien. Den ligger i kommunen Dolneni, i den centrala delen av landet, 60 km söder om huvudstaden Skopje. Nebregovo ligger 707 meter över havet och antalet invånare är 217.